# Makejevova konstrukční kancelář
Makejevova konstrukční kancelář (rusky Государственный ракетный центр имени академика В. П. Макеева) je ruské vývojové centrum, specializující se na vývoj ponorkových raketových systémů, jež bylo založeno již v roce 1947. Bylo pojmenováno po ruském konstruktérovi Viktoru Petrovičovi Makejevovi. Sídlí ve městě Miass v Čeljabinské oblasti.